# Malvasia di Sardegna
La  malvasia di Sardegna  est un cépage italien de raisins blancs de la grande famille de Malvasia. 

## Origine et répartition géographique
Elle provient du nord de l’Italie. D'origine probable grecque (voir le synonyme "uva greca"), elle est classée recommandée ou autorisée sur l'île de Sardaigne. 
Elle est classée cépage d'appoint en DOC malvasia di Bosa et malvasia di Cagliari. En 1998, elle couvrait 806 ha.

## Caractères ampélographiques
- Extrémité du jeune rameau duveteux, vert pâle à liseré rosé.
- Jeunes feuilles aranéeuses, vert bronzé.
- Feuilles adultes, à 5 lobes avec des sinus supérieurs étroits, un sinus pétiolaire en lyre ouvert, des dents ogivales, moyennes, en deux séries, un limbe glabre.

## Aptitudes culturales
La maturité est de troisième époque: 30  jours après le chasselas.

## Potentiel technologique
Les grappes sont moyennes et les baies sont de taille  moyenne. La grappe est cylindro-conique, moyennement compacte. La chair est juteuse et d'une saveur simple ou légèrement aromatique. Le cépage est de moyenne vigueur mais la production est peu abondante et moyennement constante. Le cépage produit d'excellents vins de dessert très originaux.

## Synonymes
La  malvasia di Sardegna est connue sous les noms de malmazia, malvagia, manusia, marmaxia, uva greca